# Amigos imaginarios
Amigos imaginarios (título original en inglés: IF) es una película infantil de comedia y fantasía estadounidense escrita, dirigida y coproducida por John Krasinski. La película cuenta con un elenco compuesto por Ryan Reynolds, John Krasinski, Fiona Shaw, Cailey Fleming y Louis Gossett Jr, en uno de sus últimos roles antes de su deceso en marzo de 2024.
IF fue estrenada en los Estados Unidos el 17 de mayo de 2024 por Paramount Pictures.

## Sinopsis
Elizabeth "Bea" es una niña de 12 años, la cual está pasando por un momento preocupante, descubre que puede ver amigos imaginarios, no de ella, sino que a todos los amigos imaginarios de otras personas que han crecido y por lo tanto, han olvidado a estos amigos. Mientras lo que le preocupa se resuelve, Bea ayuda a estos amigos imaginarios a tener nuevos amigos humanos, siendo la que, junto a su vecino Calvin "Cal", -quien también es capaz de verlos-, tienen una agencia de asignación para estas criaturas.

## Trama
Elizabeth "Bea", de 12 años, se muda al apartamento de su abuela Margaret en Nueva York mientras su padre espera una operación de corazón en el mismo hospital donde su madre murió de cáncer años antes. A ella le irritan sus travesuras juguetonas, insistiendo en que puede manejar la situación con madurez. Una noche, Bea sale a comprar un cargador para la vieja videocámara de su madre y ve una criatura desconocida, siguiéndola hasta el edificio de su abuela. Al día siguiente, vuelve a ver a la criatura, acompañada de un hombre. Bea los sigue hasta una casa cercana donde el hombre, Calvin "Cal", recupera una gran criatura peluda de color púrpura llamada Blue. También conoce a la otra criatura, un ser parecido a una mariposa llamado Blossom, y se desmaya. Ella se despierta en el departamento de Cal, donde descubre que él ha estado trabajando con amigos imaginarios , apodados AMI, para darles nuevos hijos a medida que sus hijos originales crecieron y los olvidaron. Inicialmente reacia, Bea finalmente decide ayudar a Cal.
Al día siguiente, Cal lleva a Bea a Memory Lane Retirement Home, una comunidad de jubilados para AMI ubicada debajo de un columpio en Coney Island, donde Cal solía hacerla feliz a Bea siendo un payaso hasta que la madre de Bea murió, y Cal dejó su trabajo atrás. Allí, le presenta a Bea a Lewis, un osito de peluche anciano que es el director de la instalación. Él inspira a Bea a usar su imaginación para rediseñar las instalaciones, para disgusto de Cal. Bea intenta hacer coincidir uno de los AMI con Benjamín, un joven paciente del hospital. Ella, Cal y Lewis audicionan los AMI, pero él no puede ver ninguno de ellos. Sintiéndose desmotivada, Bea habla con Lewis en el muelle de Coney Island. Él le da la idea de que tal vez los AMI no necesitan nuevos hijos, sino reunirse con los antiguos. Hablando con su abuela, ve una foto de ella cuando era una joven bailarina y reconoce a Blossom en el fondo de la imagen. Al darse cuenta de que Blossom era la AMI de su abuela, Bea decide probar la idea de Lewis. Al tocar uno de los discos de su abuela, Margaret se inspira a bailar y recuerda a Blossom, lo que infunde esperanza a Bea. Siguiendo un consejo, Bea, Cal y Blue encuentran al hijo original de Blue, Jeremy, ahora un hombre adulto que intenta iniciar un negocio. Al comer un croissant recién hecho frente a Jeremy, Bea le recuerda la casa de su infancia encima de la panadería de sus padres; Jeremy recuerda a Blue lo suficiente como para darle a Jeremy la confianza que necesita para una presentación de negocios.
Esa noche, Bea llega a casa de Margaret y la encuentra preparándose apresuradamente para regresar al hospital porque ha habido una complicación con el tratamiento de su padre. Bea corre escaleras arriba hacia Cal, quien la consuela. Cuando Bea dice que no quiere despedirse de su padre, Cal le aconseja que le cuente una historia. En el hospital, una enfermera le asegura a Bea que su padre estará bien. Ella le cuenta una historia sobre cómo se dio cuenta de que se estaba esforzando por actuar como una adulta cuando era solo una niña que todavía necesitaba a su padre. Él se despierta y se tranquilizan mutuamente.
Bea sube las escaleras para agradecerle a Cal, pero nadie abre la puerta. La casera le muestra a Bea que la puerta da a un antiguo trastero. Después de que su padre sale del hospital, él y Bea hacen las maletas para irse a casa. Bea encuentra un viejo cuadro que pintó de ella misma, sus padres y un payaso con el nombre de Cal. De repente se da cuenta de que Cal es su propio AMI, olvidado tras la muerte de su madre. Se apresura a regresar para ver a Cal, ahora puede verlo de nuevo, y le desea una despedida. Después de que Bea y su padre se van, Margaret le pregunta a Blossom si las dos deberían entrar, lo que hace que Blossom se dé cuenta de que Margaret puede verla.
Algún tiempo después, Cal comienza a reunir a los AMI con sus hijos originales, ya mayores. Benjamin conoce a su AMI, un dragón caricaturesco con gafas. Bea y su padre regresan a casa, donde él tropieza con Keith, su amigo imaginario invisible.

## Reparto
| Actor original        | Actor de doblaje ( México) | Actor de doblaje ( España) | Personaje |
| --------------------- | -------------------------- | -------------------------- | --- |
| Cailey Fleming        | Fanny Piedra               | Lucía Pérez                | Elizabeth "Bea", una joven que puede ver a los amigos imaginarios                                                                                       |
| Ryan Reynolds         | José Antonio Macías        | José Posada                | Calvin "Cal", el vecino de Bea que antes era un payaso de circo y resultó ser el amigo imaginario de la infancia de Bea, antes de que su madre muriera. |
| John Krasinski        | Manuel Pérez               | Juan Amador Pulido         | papá de Bea |
| Fiona Shaw            | Raquel Meza                | Ana Ángeles García         | Margaret, la abuela de Bea |
| Bobby Moynihan        | Óscar Flores               | ¿?                         | Jeremy |
| Alan Kim              | Jorge Rafael               | Nicolás Torres             | Benjamín |
| Catharine Daddario    | ¿?                         | ¿?                         | mamá de Bea |
| Actor de voz original | Actor de doblaje ( México) | Actor de doblaje ( España) | Voces |
| Steve Carell          | Yordi Rosado               | Carlos Latre               | Blue, una criatura peluda de color púrpura que era el amigo imaginario de la infancia de Jeremy                                                         |
| Phoebe Waller-Bridge  | Angélica Vale              | Chenoa                     | Blossom, una mariquita humanoide que era la amiga imaginaria de la infancia de Margaret                                                                 |
| Luis Gosset Jr.       | Humberto Vélez             | Pablo Adán                 | Lewis, un oso |
| Matt Damon            | Raúl Anaya                 | Guillermo Romero           | Sunny, una flor. |
| Emily Blunt           | Karla Falcón               | Olga Velasco               | Unicornio |
| Maya Rudolph          | Mireya Mendoza             | Ana María Marí             | Ally, un caimán |
| John Krasinski        | Héctor Emmanuel Gómez      | Nacho Almeida              | Marshmallow |
| Sam Rockwell          | Arturo Mercado Jr.         | José García Serrano        | perro guardián |
| Sebastian Maniscalco  | José Luis Orozco           | Fernando "Nano" Castro     | Ratón mago |
| Christopher Meloni    | Idzi Dutkiewicz            | Fernando Cordero           | Cosmo |
| Awkwafina             | Laura Ayala                | Cristinini                 | Burbuja |
| Jon Stewart           | Carlos Segundo             | Óscar Kapoya               | Robot |
| Richard Jenkins       | Gerardo Reyero             | Luis Más                   | profesor de arte, una figura de animación |

## Producción

### Antecedentes
En octubre de 2019, Paramount Pictures superó a Lionsgate y Sony, entre otros, para ganar los derechos de Imaginary Friends, un proyecto desarrollado por John Krasinski y Ryan Reynolds, con Krasinski seleccionado para escribirlo y dirigirlo. En mayo de 2021, Sunday Night Productions de Krasinski y Maximum Effort de Reynolds firmaron acuerdos de primera vista con Paramount. En octubre de 2021, Phoebe Waller-Bridge y Fiona Shaw se unieron al elenco. En enero de 2022, Steve Carell, Alan Kim, Cailey Fleming y Louis Gossett Jr. se unieron al elenco. La película reúne a Krasinski y Carell, quienes protagonizaron The Office (2005-2013). En agosto de 2022, se agregó Bobby Moynihan al elenco. El elenco de voces y la premisa se revelaron en abril de 2023 en CinemaCon 2023.

### Rodaje
La fotografía principal comenzó el 31 de agosto de 2022, con Janusz Kamiński como director de fotografía, y terminó a principios de mayo de 2023.

### Música
En enero de 2024, Krasinski reveló que Michael Giacchino había compuesto la banda sonora de la película.

## Estreno
IF fue estrenada en cines por Paramount Pictures el 17 de mayo de 2024. Originalmente estaba programada para el 17 de noviembre de 2023 y 24 de mayo de 2024.